# Seznam slovenskih smučarskih tekačev
Seznam slovenskih smučarskih tekačev in nordijskih kombinatorcev.

## A
- Lucia Anger
- Gašper Antičevič
- Ajda Arh

## B
- Mirko Bavče
- Leon Bebler
- Amalija Belaj
- Maja Benedičič
- Gašper Berlot
- Stane Bervar
- Helena Bešter
- Nejc Brodar
- Darjan Brus
- Marjan Burgar

## C
- Mirjam Cossetini

## Č
- Ivo Čarman
- Alenka Čebašek
- (Edmund Čibej)
- Venceslav Čihal - Veno
- Benjamin Črv
- Vili Črv

## D
- Tone Dečman
- Peter Dokl?
- Miha Dolar
- Marko Dolenc
- Miha Dovžan (biatlonec)
- Tomaž Druml

## E
- Lea Einfalt
- Anja Eržen

## F
- Vesna Fabjan
- Tim Fabjan

## G
- Janez Gorjanc
- Matjaž Gorjanc
- Luka Gostinčar
- Bor Grdadolnik
- Aleš Gregorič?
- Anže Gros

## H
- Zdravko Hlebanja  - Drčk

## I
- Rado Istenič

## J
- Albin Jakopič, nordijski kombinatorec
- Avgust Jakopič
- Tia Janežič
- Janko Janša
- Joško Janša
- Sara Jazbec
- Maksimilijan Jelenc
- Marjan Jelenko, nordijski kombinatorec
- Božo Jemc?
- Andrej Jerman (prv.)
- France (Frenk) Jerman
- Franci Jerman
- Jože Jerman
- Marcos Luis Jerman
- Matjaž Jerman
- Andrej Jezeršek
- Barbara Jezeršek

## K
- Vladimir Kajzelj
- Juvencij Kalan
- Rolando Kaligaro
- France Kandare
- Robert Kaštrun
- Jožko Kavalar
- Blaž Kavčič?
- Alojz Kerštajn
- Robert Kerštajn
- Alojz Klančnik
- Gregor Klančnik
- Boštjan Klavžar
- Anita Klemenčič
- Jože Klemenčič (smučarski tekač)
- Živa Klemenčič
- Peter Klofutar
- Stane Kmet
- Leon Knap
- Jože Knific
- Janko Kobentar
- Pavel Kobilica
- Jože Kodran?
- Igorj Kogoj
- Angela Kordež
- Gašper Kordež
- Matevž Kordež
- Milena Kordež
- Miro Kregar?
- Jani Kršinar

## L
- Nataša Lačen
- Peter Lakota?
- Anamarija Lampič
- Janez Lampič (star.) ???
- Janez Lampič mlajši (Jony Lampič)?
- Miha Ličef
- Maša Likozar Brankovič

## M
- Petra Majdič
- Andraž Mali
- Andreja Mali
- Klara Mali
- Tia Malovrh
- Anja Mandeljc
- Janez Marič?
- Luka Markun
- Gašper Marn
- Hana Mazi Jamnik
- Jože Mehle
- Jan Mežek
- Jana Mlakar
- Janez Mlinar
- Matejka Mohorič
- Metka Munih

## O
- Lenart Oblak
- Mitja Oranič

## P
- Cveto Pavčič
- Janez Pavčič
- Roman Perko
- Taja Pavec
- Tone Pogačnik
- Urška Poje
- Martin Ponikvar  Vasja Rupnik Darjan Brus Klemen Bauer in Aleš Gregorič Renata Podviz in Brigita Belšak, tretji pa Jera Rakovec in Maja Benedičič
- Domen Potočnik
- Franc Prešern
- Luka Prosen
- Janez Pustovrh

## R
- Minca Rabič
- Erik Raduha
- Jože Rajšp
- Dijana Ravnikar (r. Grudiček)
- Eva Razinger
- Nika Razinger
- Tone Razinger
- Mara Rekar
- Lena Repinc
- Boris Režek
- Štefan Robač
- Gorazd Robnik
- Martin Rupnik
- Vasja Rupnik?

## S
- Roman Seljak
- Lado Senčar
- Franc Smolej
- Tatjana Smolnikar
- Andreja Smrekar
- Matej Soklič
- Bogdan Svet

## Š
- Dino Ščuk
- Matej Šimenc
- Miha Šimenc
- Manca Šolar
- Nejc Štern
- Zdenko Švigelj

## T
- Franc Turšič

## U
- Eva Urevc

## V
- Silva Verbič
- Drago Vidic
- Katja Višnar
- Ema Volavšek
- Andreja Vrhovec Kavčič
- Vid Vrhovnik
- Damjan Vtič

## Z
- Peter Zupan
- Tjaša Zupan

## Ž
- Lovro Žemva
- Neža Žerjav